# ВПС
Ваасан Паласеура (на фински: Vaasan Palloseura), или просто ВПС е финландски футболен отбор от град Васа, област Похиянмаа.. Играе във висшата лига на Финландия – Вейкауслига. Играят домакинските си мачове на стадион „Елиса“ с капацитет 6009 зрители.

## История
Клубът е основан на 26 септември 1924 година.
През 1945 и 1948 години „ВПС“ става шампион на Финландия.

## Успехи
- Вейкауслига: (Висша лига)
  -  Шампион (2): 1945, 1948
  -  Вицешампион (5): 1932, 1940/41, 1949, 1997, 1998
  -  Бронзов медалист (3): 1938, 2013, 2023
- Купа на Финландия:
  -  Финалист (2): 1972
- Купа на лигата:
  -  Победител (2): 1999, 2000
  -  Финалист (2): 1997, 2014